# Der Ost-Komplex
Der Ost-Komplex ist ein deutscher Dokumentarfilm von Jochen Hick aus dem Jahr 2016.

## Inhalt
Regisseur Jochen Hick porträtiert Mario Röllig (* 1967), geboren und aufgewachsen in Ost-Berlin in der DDR. Aufgrund einer Liebesbeziehung mit einem westdeutschen Politiker, den er 1985 während eines Urlaubs in Budapest kennenlernte, wurde er von der Staatssicherheit massiv unter Druck gesetzt. Röllig versuchte dem zu entgehen und unternahm 1987 einen Fluchtversuch über die ungarische Grenze nach Jugoslawien. Die Flucht missglückte und er kam für mehrere Monate in das Untersuchungsgefängnis der Staatssicherheit in Berlin-Hohenschönhausen. Heute führt er Besucher durch die Zellentrakte des zur Gedenkstätte umgebauten Gefängnisses und teilt seine Erfahrungen als Zeitzeuge und Aktivist mit Schulklassen und auf Veranstaltungen im In- und Ausland. Seit 2004 ist er Mitglied in der CDU, wo er sich u. a. für die Rechte von Schwulen und Lesben engagiert. Der Film begleitet Röllig auf seinen Reisen und Veranstaltungen und beschäftigt sich mit verschiedenen Deutungen der DDR und ihrer Geschichte und dem Sprechen darüber.

## Produktion und Veröffentlichung
Der Film ist eine Koproduktion mit dem Rundfunk Berlin-Brandenburg und wurde von der Filmförderung Hamburg Schleswig-Holstein gefördert.
Er feierte seine Premiere am 10. Februar 2016 auf der Berlinale, Sektion Panorama.
Nach weiteren Filmfestivals und einer Kinotour wurde der Film am  7. Januar 2018 beim RBB und am 30. September 2019 auf 3sat ausgestrahlt. Er ist u. a. über den Streamingdienst Sooner abrufbar und wurde als DVD veröffentlicht.

## Rezeption
Der Film verhandelt das Thema Erinnerungskultur auf individueller und subjektiver Ebene und wirft dadurch zugleich ein Schlaglicht auf das andauernde gesellschaftliche Ringen um Deutungshoheit. Aufgrund seiner sensiblen Darstellung und seiner gesellschaftlichen Relevanz wurde er in zahlreichen Rezensionen positiv besprochen. So schreibt Grit Lemke in der Tageszeitung Junge Welt:
„Wider Erwarten gelingt Jochen Hick in »Der Ost-Komplex« das Kunststück einer differenzierten Betrachtung, deren viele Ebenen er geschickt nach und nach aufdeckt. (…) Hick bewahrt freundliche Distanz, mit der er auch die ganze Absurdität des Kampfes um die Deutungshoheit aufzeigt. Immer wieder werden wir Zeugen, wie die Verfechter der These vom Unrechtsstaat DDR und Daueropfer auf ähnlich verbissene Altkommunisten und Stalinisten treffen.“
Einige Kritiken betonen insbesondere die solidarische und zugleich distanzierte Haltung der Regie zu seinem Protagonisten. Matthias Dell schreibt dazu in Sissy:
„Keineswegs geht es in „Der Ost-Komplex“ darum, sich über den Erzähler Röllig zu erheben; es dürfte im Gegenteil relativ einzigartig sein, wie es dem Filmemacher gelingt, trotz der spürbaren Nähe zum Protagonisten nüchtern Abstand zu halten. (…) Jochen Hicks hat nicht diese, Mario Rölligs Geschichte verfilmt, sondern ein kluges Making-of ihres Immer-wieder-erzählt-werdens gedreht. So ist ein Film entstanden, der den Umgang mit der DDR-Vergangenheit interessant perspektiviert: Zwar stabilisiert die eigene Geschichte das Leben von Mario Röllig, zugleich schneidet sie ihn ab – etwa von einem differenzierten-offenen Umgang, den der Röllig nicht unsympathische nachgeborene Linken-Politiker Klaus Lederer mit dem problematischen Erbe seiner Partei pflegt.“
In der  Berliner Morgenpost bemerkt Barbara Schweizerhof dazu: „Wie sein Protagonist selbst, der immer joviale, nie überhebliche und bewundernswert offen seine Empfindsamkeit zeigende Röllig, kommt Hicks Film auf den ersten Blick als scheinbar harmlos daher. Aber die sorgfältige Auswahl der Szenen addiert sich schnell zu einem Gesamtbild, das irritiert, aufwühlt. Und zeigt, dass der Streit darüber, inwiefern die DDR ein Unrechtsstaat war, bis in die heutige Auseinandersetzung über Rassismus und Fremdenfeindlichkeit hineinwirkt. (…) Das Feingefühl, mit der Hick die Widersprüche darstellt, ohne sie polemisch auszubeuten, macht aus „Der Ost-Komplex“ einen berührenden und ungeheuer wichtigen Film.“
In dem zumeist beobachtenden Dokumentarfilm werden durch die besondere Beziehung zu seinem Protagonisten seltene Innenansichten mit zum Teil absurd anmutenden Situationen präsentiert. Dies wird insbesondere in einer Szene deutlich, die Axel Schock im magazin.hiv beschreibt:
„Jochen Hick zeichnet seinen Protagonisten als grundsätzlich sympathischen Menschen, bleibt aber dennoch auf kritischer Distanz; er stilisiert ihn weder zum Helden noch zum Vorzeige-Opfer. Rölligs Dauereinsatz als inzwischen routiniertem Zeitzeugen gewinnt Hick so manch befremdliche ironische Momentaufnahme ab: etwa, wenn er ein Interview eines Reporters mitfilmt, der Röllig durch den Zellentrakt im Stasi-Gefängnis Hohenschönhausen gehen lässt und fernsehtaugliche Bilder der Betroffenheit zu inszenieren versucht.“
Dramaturgie und Schnitt werden von Angelika Nguyen im telegraph lobend erwähnt.
„Regisseur Jochen Hick arbeitet mit einer Filmsprache, die um ihre Mittel weiß und die weiß, wie sie Spannung aufbaut, was Zuschauende von Anfang an in Atem hält.“
Darauf geht auch Reinhard Lüke im Filmdienst ein.
„Der souverän inszenierte und klug montierte Dokumentarfilm verbindet auf bisweilen recht humorvolle Art eine tragische Biografie mit ernüchternden Blicken auf die geballte Ignoranz und hemmungslose Ostalgie.“
Bemängelt wird lediglich von Grit Lemke in der Jungen Welt der Einsatz der Musik und die Einspielung der Fragen.
„Unverzeihlich ist – neben der schrecklichen und komplett unnötigen Musik – die Entscheidung, alle (sehr guten) Fragen aus dem Off einzuspielen. Quasi als Herrgott über dem Erscheinen zu stehen, statt seinem Gegenüber situativ und auf Augenhöhe zu begegnen, ist eigentlich ein No-Go. Ansonsten aber schlägt sich »Der Ost-Komplex« tapfer auf jenem Schlachtfeld, das man Erinnerung oder Geschichte nennt.“